# I. Lambert leuveni gróf
(Szakállas) Lambert (950 körül – 1015. szeptember 12.) középkori nemesúr, a németalföldi Leuveni Grófság első uralkodója 1003 után I. Lambert néven.

## Élete
Apja III. Reginár hainaut-i gróf, anyja Adela von Dachsburg. 953-ban, apjával és testvérével, a későbbi IV. Reginár hainaut-i gróffal együtt Brúnó kölni érsek száműzte, mivel részt vettek az I. Ottó német-római császár elleni felkelésben. Ottó halálát követően (973) Reginár és Lambert visszatértek a grófságba és megpróbálták visszafoglalni örökségüket. A Peronne városához közel vívott csatában megölték a grófi címet akkor viselő Wernert és bátyját, Renaudot, azonban II. Ottó német király ismét elrendelte száműzetésüket és az hainaut-i grófi címet Gottfriednek adta.
977 körül III. Reginár két fia visszakapta apjuk birtokainak egy részét, majd 991-ben Lambert feleségül vette Gerbergát, Károly alsó-lotaringiai herceg lányát. Hozományul feltehetően Brüsszel grófságát és a körülötte található birtokokat kapta. Egy 1003-as oklevél már mint leuveni grófot említi ("comite Lovaniæ Lantberto"), amikor kinevezték a nivellesi apátság védnökévé. Ezzel egyidőben a gembloux-i apátság védnöke is lett. Az apátságok védelmezőjeként biztosítania kellett az apátságok biztonságát, de egyben az apátsági birtokok feletti uralmat is megszerezte.
Lambert összetűzésbe keveredett II. Baldrikkal, looni gróffal és Liège püspökével. Baldrik kastélyt akart építtetni Hoegaarden térségében, amit Lambert hevesen ellenzett. Amikor a püspök megtagadta az építkezés leállítását, Lambert feldúlta Liège környékét. Baldrik megpróbált szembeszállni vele, de néhány hűbéresének árulása miatt 1013-ban súlyos vereséget szenvedett és elvesztette Leuventől délre fekvő területeit.
Amikor II. Henrik a verduni grófi családból származó Gottfriedet nevezte ki Alsó-Lotaringia hercegének, Lambert közvetlen összetűzésbe keveredett ezzel a családdal, és végül ez okozta halálát: 1015-ben a Florennes mellett vívott csatában lelte halálát.

## Családja
Kb. 991-ben vette feleségül Gerbergát (975 körül - 1018. január 27.), Károly alsó-lotaringiai herceg és Adelais de Troyes lányát. Házasságukból három gyermek született:
- Henrik (992 körül – 1038), 1015-ben örökölte apja grófi címét, I. Henrik néven.
- Lambert (? – 1062. szeptember 21.), 1038-ban bátyja halála után megfosztotta unokaöccsét a grófi címtől és II. Lambert néven uralkodott.
- Matilda (1000 körül – ?), férje Eustache boulogne-i gróf.

## Fordítás
- Ez a szócikk részben vagy egészben  a   Lambert I, Count of Leuven című angol Wikipédia-szócikk fordításán alapul.  Az eredeti cikk szerkesztőit annak laptörténete sorolja fel. Ez a jelzés csupán a megfogalmazás eredetét és a szerzői jogokat jelzi, nem szolgál a cikkben szereplő információk forrásmegjelöléseként.